# アルフレッド・ブルーム
アルフレッド・ブルーム(英語: Alfred Bloom、1926年11月9日 - 2017年8月25日) は、主にハワイで活動した仏教学者で、ハワイ大学名誉教授。篤信の門徒で、「ハワイの妙好人」とも呼ばれる。

## 経歴
出生から幼少期
1926年、米国ペンシルベニア州フィラデルフィアでユダヤ人家族の末っ子として生まれたが、その頃母親は教条主義的キリスト教徒に改宗したばかりであった。
GHQで軍務につく
1944年に軍に招集され、ペンシルベニア大学で日本語を学んだ後、占領下の日本で軍務についた。その際の経験から、人権や社会正義の問題に目覚めた。当初は日本で教条主義的キリスト教を広めようとしたが、その頃のキリスト教牧師達が聖書の文言を説明するのに阿弥陀仏を譬えに用いていたことから浄土真宗に出会った。
神学校ほかでの修学期
除隊後、イースタン・バプティスト神学校に入学。在学中にそれまで固持していた教条主義的聖書解釈に疑問を持ち、やがてそれを捨てた。1951年に同校を卒業。卒業後も、1953年までアンドーヴァー神学校で神学をさらに学んだ後、ハーバード燕京研究所で日本語や中国仏教を学び、親鸞の教えを知った。龍谷大学にも留学し、1963年に学位論文『親鸞の生涯と思想』をハーバード大学に提出して博士号を取得。
比較宗教学・仏教学研究者として
1959年から1961年にかけて、ハーバード大学の世界宗教研究所(Center for the Study of World Religions)のプロクター(proctor)や同大学神学校の比較宗教学講座のティーチング・フェローを務めた。1961年の一時期は、ニュートン・ジュニア・カレッジで比較宗教学の講師も務めた。
1961年、オレゴン大学に勤務。1970年からはハワイ大学マノア校に転じて教鞭を取った。ハワイの日系人には浄土真宗の門徒が多く、真宗研究がさらに進んだ。1986年から1988年には、カリフォルニア州バークレーにある神学大学院連合仏教大学院(IBS)の交換教授として真宗学を教え、学院長も務めた。
2017年にハワイ州ホノルルで死去。

## 受賞・栄典
- 1999年：仏教伝道協会から第33回仏教伝道文化賞が贈られた。

## 研究内容・業績
幅広い視野で真宗を研究し、また、真宗の教学から社会参画型仏教を引き出した。また時代に合わせて、インターネットを利用した真宗教育を促進し、普及を図った。

## 著作
著書
- 『真実信心の仏道：親鸞聖人の歩まれた道』長谷尾大訳、徳永道雄監訳、本願寺出版社 2010
- 『親鸞をめぐるもう一つの文化論』ロバート・ニーリー・ベラー共著、二葉憲香共著、本願寺出版社 1997
- 『親鸞とその浄土教』藤沢正徳ほか共訳、永田文昌堂 1983
- 『親鸞における理想的社会像：現代における真宗の信と体験の重要性をふまえて』ブルーム著、海外真宗研究会編、龍谷大学院真宗研究室 1977
- A life of serendipity : blown by the wind of Amida's vow (American Buddhist Study Center, 2008)[1]
- The Essential Shinran: A Buddhist Path of True Entrusting (World Wisdom, 2007)[2]
- SHINRAN: An entry from Macmillan Reference USA's Encyclopedia of Religion [Digital] (Macmillan Reference USA)2005
- Living in Amida's Universal Vow: Essays on Shin Buddhism (World Wisdom, 2004)[3]
- Honen the Buddhist Saint: Essential Writings and Official Biography (World Wisdom, 2006)[4]
- Yemyo Imamura: Pioneer American Buddhist (A Dharma Outreach of Honpa Honwanji Mission of Hawaii) (Buddhist Study Center Press, 2000)[5]
- Religion and Man: Indian and Far Eastern Religious Traditions (McGraw-Hill, 1998)[6]
- The Life of Shinran: A Journey to self acceptance [Paperback] (Institute of Buddhist Studies, 1994)
- Strategies for Modern Living (Heian International, 1993)[7]
- Shoshinge: The Heart of Shin Buddhism (Honpa Hongwanji Mission of Hawaii, 1986)[8]
- Tannisho: A Resource for Modern Living (Buddhist Study Center Press, 1981)[9]
- Shinran's Gospel of Pure Grace (University of Arizona Press, 1965)[10]